# Kagn
Kagn ist ein Ortsteil in der Gemeinde Rattenkirchen im oberbayerischen Landkreis Mühldorf am Inn.

## Lage

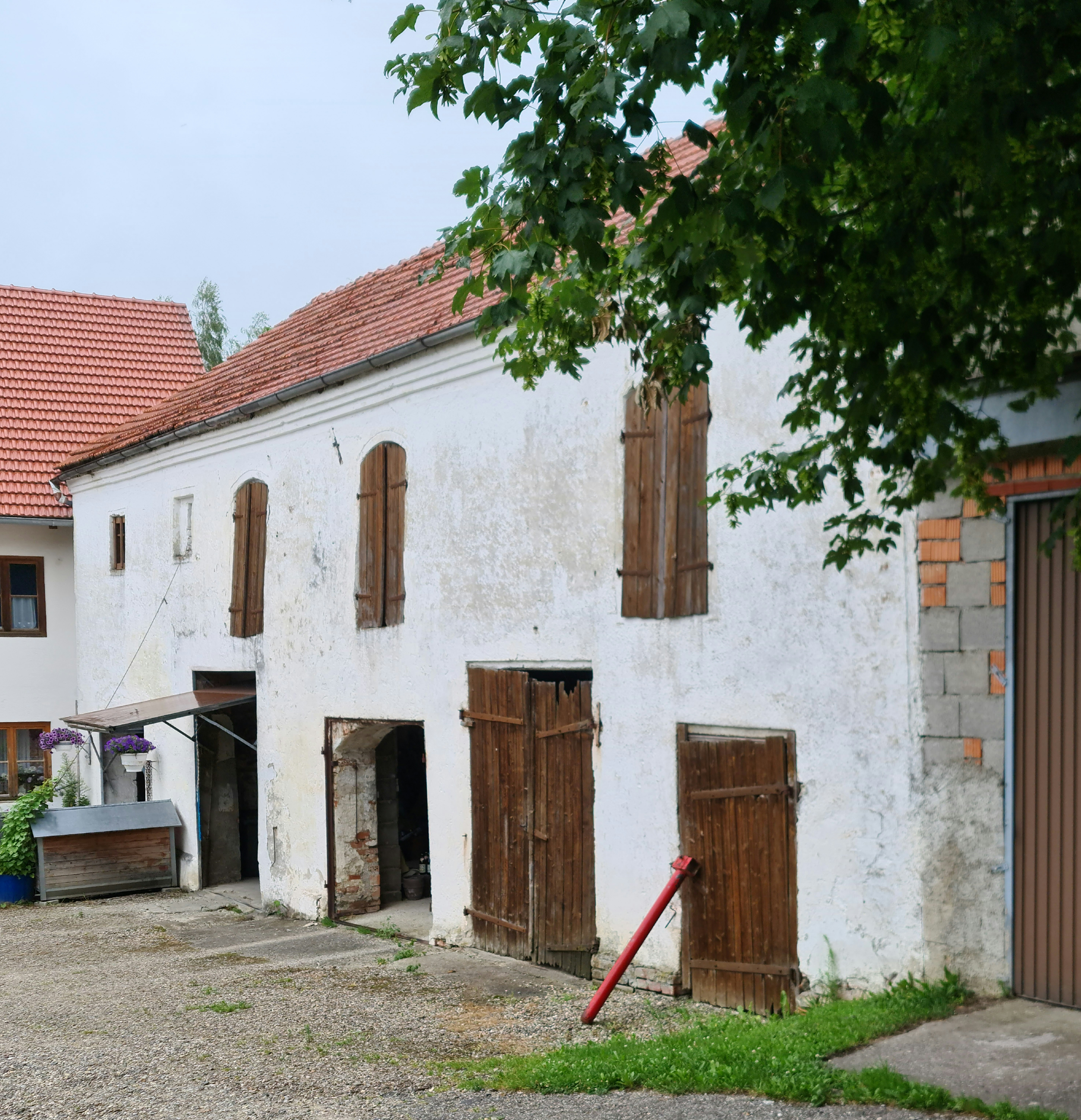
Kagn 1

Die Einöde Kagn liegt 1,25 Kilometer südwestlich von Rattenkirchen und in der Luftlinie 2,5 Kilometer südlich der Bundesautobahn A 94, von deren Ausfahrt 17 (Heldenstein) sie sich auf einer 6,5 Kilometer langen Fahrt erreichen lässt.

## Bevölkerungsentwicklung
Im Weiler Kagn lebten 1861 insgesamt 18 Einwohner in 14 Gebäuden. Um 1950 lebten dort in der Nachkriegszeit des Zweiten Weltkriegs 21 Einwohner. Im Mai 1987 gab es in dem zur Einöde herabgestuften Ortsteil sieben Einwohner in zwei Wohngebäuden.
| Jahr      | 1861 | 1871 | 1925 | 1950 | 1970 | 1987 |
| Einwohner | 18   | 22   | 20   | 21   | 11   | 7    |